# Pseudojanira stenetrioides
Pseudojanira stenetrioides là một loài chân đều trong họ Pseudojaniridae. Loài này được Barnard miêu tả khoa học năm 1925.